# Veliki vrtni polž
Veliki vrtni polž (znanstveno ime Helix pomatia) je vrsta velikih, užitnih kopenskih polžev, ki dihajo s pljuči. Pripadajo družini velikih polžev Helicidae.

## Opis
Hišica je visoka do 4 cm in prav toliko široka. Zgrajena je iz apnenca in dobro varuje polža pred zunanjimi dejavniki in omogoča skritje noge. Je rumeno rjave barve in ima do 5 zavojev, ki niso gladki, ampak brazdasti. Oči so na koncu tipalk, ki jih lahko potegne vase.

## Razmnoževanje
Ta polž je dvospolnik. Semenčeca v telesu se razvijejo pred jajčnimi celicami, tako da je samooploditev onemogočena. V srednji Evropi se pari od maja do avgusta. V 10 cm globoko jamo, ki jo izkoplje sam, odloži okoli 50 jajčec. Velikost jajčec je 5,5 - 6,5 mm Po nekaj tednih se izležejo mali polži, ki imajo že hišice.

## Življenjsko okolje
Veliki vrtni polž se najraje nahaja na nižje ležečih apnenčastih področjih, vendar ga je mogoče najti do 1830 metrov nadmorske višine. Najdemo ga lahko v vinogradih, vrtovih, med grmovjem in v parkih. Zahtevajo habitat z dokaj konstantno vlažnostjo, blago temperaturo, ker so zelo občutljivi na izsuševanje. Ne prenašajo močnega deževja ali neposredne sončne svetlobe.
Jeseni se ta polž zarine v zemljo in zapre hišico s pokrovčkom.

## Prehranjevanje
Pri hranjenju si pomaga s strgačo s katero strga zelišča.

## Zavarovanje vrste
Veliki vrtni polž ali njegov habitat je v velikem delu Evrope zaščiten z različnimi načini zavarovanj, saj je ponekod skoraj izumrl zaradi prekomernega nabiranja. Velik sovražnik je onesnaževanje tal oz. obdelava tal s kemikalijamii, minerali in pesticidi. Zavarovan je tudi v Združenem kraljestvu, kjer ta vrsta tujerodna.
V Sloveniji je ta vrsta zavarovana z Uredbo
o zavarovanju ogroženih živalskih vrst.